# Émeute de la Sainte-Scholastique

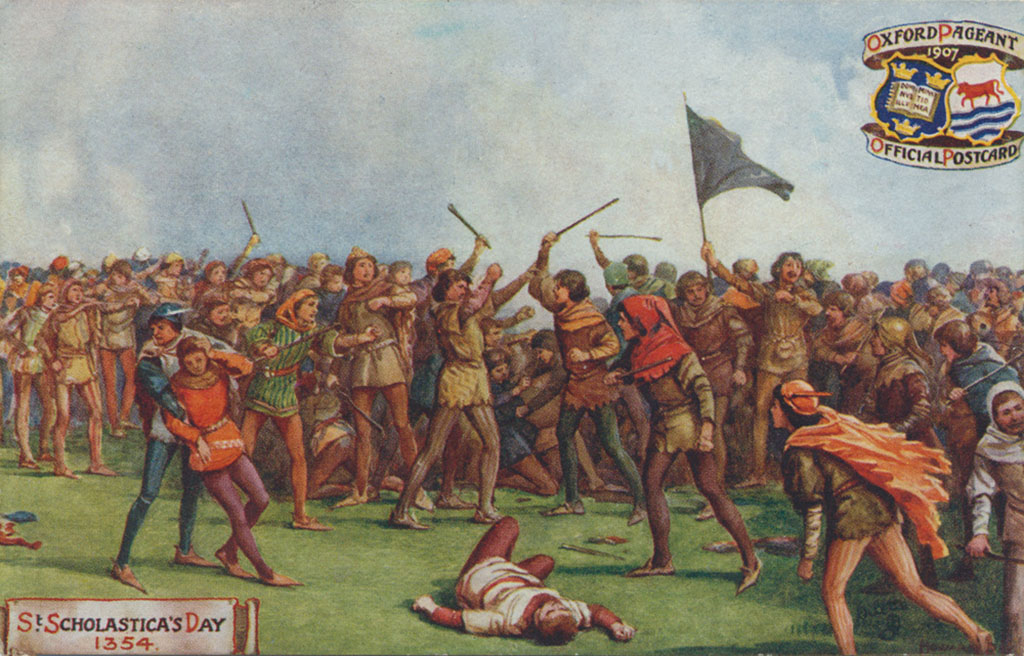
Illustration de l'émeute de la Saint-Scholastique, carte postale de 1907.

L'émeute de la Sainte-Scholastique a eu lieu à Oxford, en Angleterre. Elle a commencé le 10 février 1355, jour de la Sainte Scholastique, lorsque deux étudiants de l'Université d'Oxford se sont plaints de la qualité du vin qui leur était servi dans la Swindlestock Tavern, située au centre de la ville de Carfax (en). Les étudiants se sont disputés avec le tavernier ; l'altercation a rapidement dégénéré en bagarre générale puis en émeute. La violence s'est poursuivie pendant trois jours, des gangs armés venant de la campagne pour renforcer les citadins. Des salles universitaires et des logements étudiants ont été perquisitionnés, quelques rapports mentionnent des clercs scalpés. Une trentaine de citadins ont été tués et jusqu'à 63 membres de l'université.
De violents désaccords entre les citadins et les étudiants s'étaient déjà produits à plusieurs reprises ; 12 des 29 tribunaux des coroners tenus à Oxford entre 1297 et 1322 concernaient des meurtres d'étudiants. L'université de Cambridge a été fondée en 1209 par des universitaires qui ont quitté Oxford à la suite du lynchage de deux étudiants par les citoyens de la ville.
Le roi Édouard III a envoyé des juges à la ville avec des commissions d'Oyer et terminer (en) pour déterminer ce qui s'était passé et pour conseiller sur les mesures à prendre. Il s'est rangé du côté des autorités universitaires, qui ont reçu des pouvoirs et des responsabilités supplémentaires au détriment des autorités de la ville. La ville a été condamnée à une amende de 500 marcs et son maire (en) et ses huissiers de justice ont été envoyés à la prison de Marshalsea à Londres. John Gynwell (en), l'évêque de Lincoln, a imposé une interdiction à la ville pendant un an, ce qui a interdit toutes les pratiques religieuses, y compris les services (sauf les jours de fête), les enterrements et les mariages ; seuls les baptêmes de jeunes enfants étaient autorisés.
Une pénitence annuelle était imposée à la ville : chaque année, le jour de la Saint-Scholastique, le maire, les huissiers de justice et soixante habitants devaient assister à une messe à l'église universitaire Sainte-Marie-la-Vierge pour les personnes tuées ; la ville a également été condamnée à payer à l'université une amende d'un sou pour chaque universitaire tué. La pratique a été abandonnée en 1825 ; en 1955, le jour du 600e anniversaire des émeutes, le maire a reçu un diplôme honorifique et le vice-chancelier a été nommé homme d'honneur libre de la ville dans un acte de conciliation.

## Contexte
L'enseignement académique se poursuit à Oxford depuis 1096 ; en tant qu'université, elle s'est développée rapidement à partir de 1167 et a reçu une charte royale en 1248, officialisant certaines de ses positions et fonctions. En 1334, Oxford, une ville de 5 000 habitants, était le neuvième établissement le plus riche d'Angleterre. En 1349, la peste noire a affecté la ville ; de nombreux citadins sont morts ou sont partis et un quart des savants ont péri. La ville a commencé à récupérer peu de temps après, mais ses finances avaient été profondément affectées. Pendant la première partie du quatorzième siècle, la population était consciente du déclin de la fortune d'Oxford, et cela a coïncidé avec des troubles entre la ville et l'université.[réf. nécessaire]
Bien que la coopération entre les membres supérieurs de l'université et les bourgeois de la ville soit la norme, une rivalité town and gown existait et les relations se détérioraient périodiquement en violence. Dans les occasions où des accords de paix ont été imposés des deux côtés, le résultat a favorisé l'université. En 1209, deux chercheurs d'Oxford ont été lynchés par les habitants de la ville après la mort d'une femme, et parmi ceux qui ont quitté la ville pour étudier ailleurs, certains se sont installés à Cambridge pour commencer l'université cette année-là. En 1248 un savant écossais a été assassiné par les citoyens. L'évêque de Lincoln, Robert Grossetête, a imposé une interdiction d'excommunication aux coupables et Henri III inflige une amende de 80 marks aux autorités de la ville. La violence a continué à éclater périodiquement et 12 des 29 tribunaux des coroners jugés entre 1297 et 1322 concernaient des meurtres par les étudiants[réf. nécessaire] - mais Catto affirme que les registres des coroners concernent des incidents entre clercs plus souvent qu'entre clercs et citoyens ; et plus de citoyens sont assassinés par leurs pairs ou des étrangers que par des universitaires. Beaucoup d'entre eux sont restés impunis par l'université ou la loi. En février 1298, un citoyen a été assassiné par un étudiant, et l'un des étudiants a été tué par des habitants de la ville. Les citadins responsables du meurtre du savant ont été excommuniés et la ville a été condamnée à une amende de 200 livres de dommages et intérêts ; aucune punition n'a été infligée aux étudiants. C'était la première fois que les huissiers de justice de la ville étaient enregistrés comme participant à la violence - une caractéristique retrouvée dans plusieurs altercations ultérieures.[réf. nécessaire]

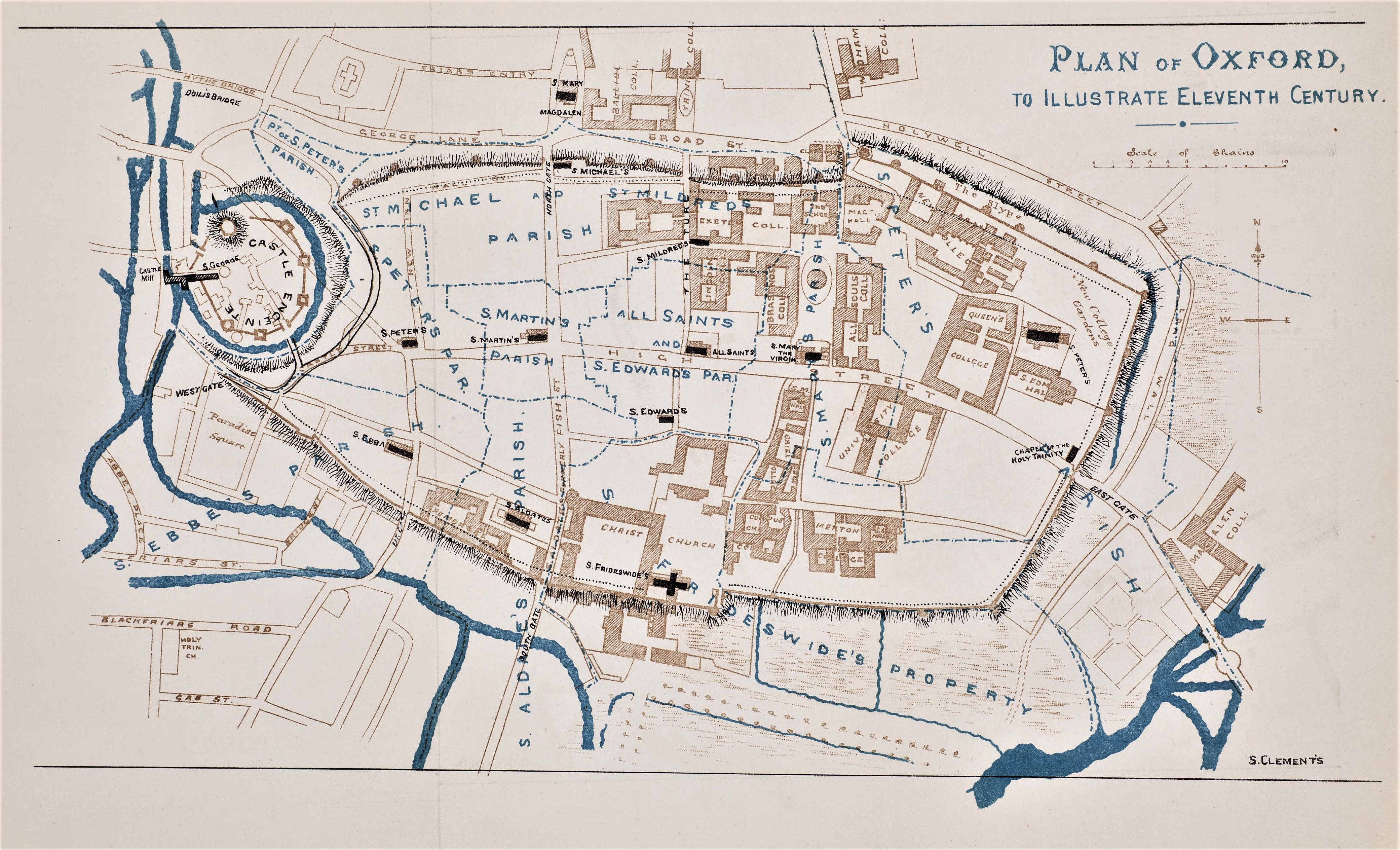
Carte d'Oxford du XIe siècle

Brockliss affirme qu'au début du XIVe siècle, « les altercations et la violence entre citoyens et savants étaient monnaie courante ».
Cependant, selon Catto (en), 1298 et 1355 sont les deux seules batailles générales et suivies entre universitaires et citoyens ; dans les deux cas l'attitude des universitaires a mis le feu aux poudres, et en 1298 cette partie a été renforcée par des éléments douteux vivant parmi les clercs de l'université et portant les mêmes habits. Les émeutes town and gown n'ont pas été aussi fréquentes que certains historiens l'ont affirmé. Les révoltes sont bien plus fréquemment internes, comme celles de l'université en 1252, 1267, 1273, 1333–1334, ou en 1411 contre leur chancelier.
Dans une émeute de 1314 entre les deux principales factions de l'université, les hommes du Nord et les hommes du Sud, 39 étudiants sont connus pour avoir commis un meurtre ou un homicide involontaire ; sept ont été arrêtés et les autres ont cherché un refuge religieux ou se sont enfuis. En 1349, des universitaires du Merton College se sont révoltés pour faire élire John Wylliot, leur candidat préféré, chancelier de l'Université.[réf. nécessaire]

## Émeute

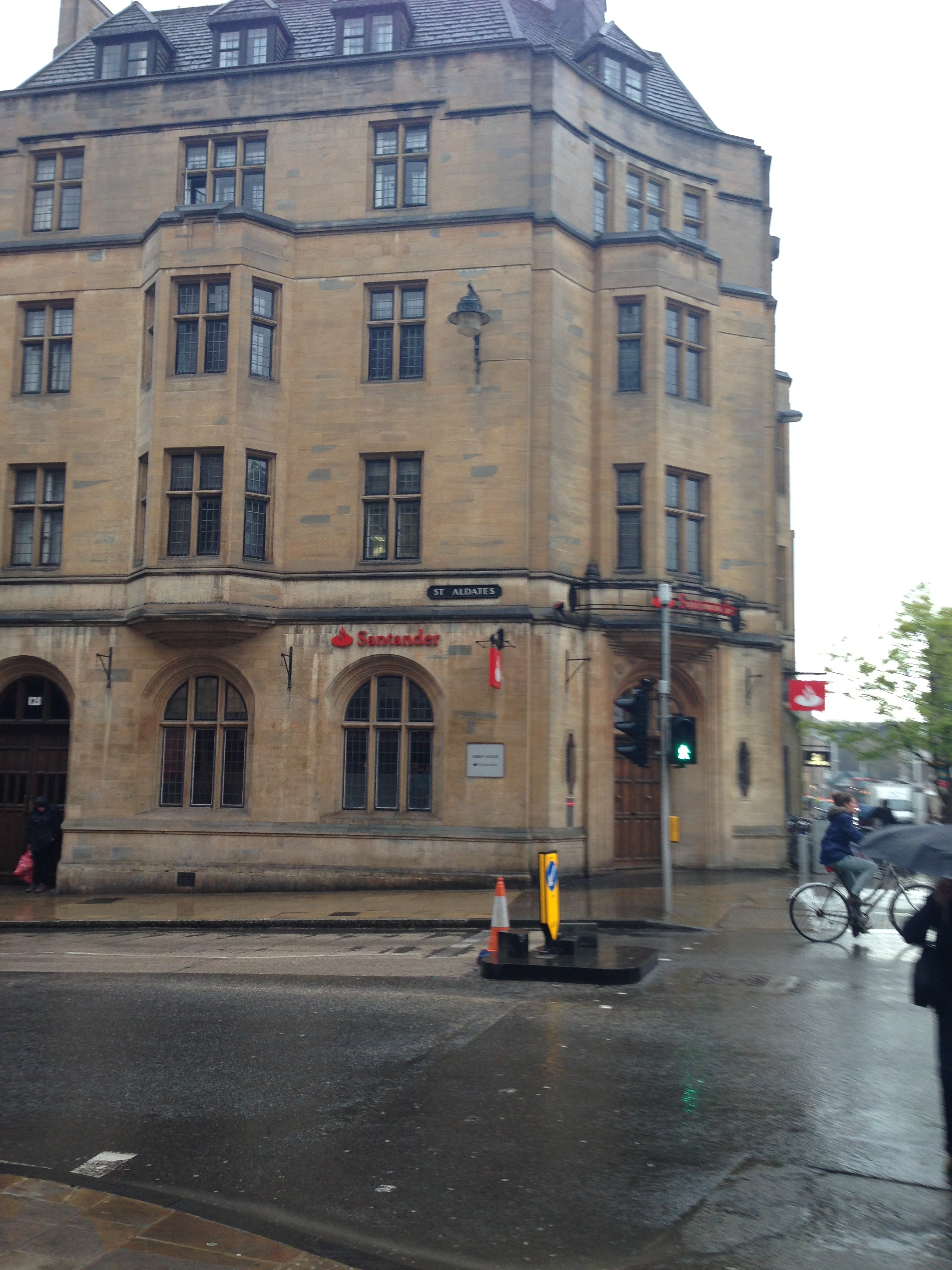
Site de la taverne Swindlestock

Le 10 février 1355, jour de la Sainte-Scholastique, est un jour férié à Oxford en l'honneur de la fondatrice de l'ordre des bénédictines. Plusieurs étudiants et clercs universitaires vont prendre un verre à la taverne Swindlestock. La taverne est située au centre d'Oxford, au coin de St Aldate's (en) et de Queen Street (en), à Carfax ; la taverne est une buvette régulière pour les étudiants. Walter de Spryngehouse et Roger de Chesterfield, deux clercs, sont membres du clergé de l'Angleterre du Sud-Ouest ; Walter de Spryngehouse est l'ancien recteur de Hamden (comté de Somerset). Ils sont servis en vin par John de Croydon, qui est le vigneron de la taverne ou peut-être le propriétaire, bien que Louis Brewer Hall et Anthony Wood, entre autres, le décrivent comme un ami de John de Bereford, propriétaire de la taverne et maire d'Oxford. Walter De Spryngehouse et Roger de Chesterfield se plaignent à John de Croydon de la qualité inférieure du vin et demandent qu'on leur serve une meilleure boisson. John De Croydon refuse d'écouter les plaintes et, selon Anthony Wood, « plusieurs mots acerbes sont échangés » et John de Croydon emploie « un langage obstiné et impertinent ». Les sources diffèrent sur ce qui se passe à ce stade. Selon Wood, Roger de Chesterfield jette son vin et le récipient (sans précision s'il s'agit de son gobelet ou du pichet) au visage de John de Croydon ; selon une pétition par les autorités de la ville au Parlement, l'étudiant « jette ledit vin au visage de John de Croydon, tavernier, puis avec ledit pot de quart bat ledit John ».
John de Croydon en appelle à sa famille et ses voisins, plusieurs d'entre eux arrivent et l'encouragent à ne pas accepter l'insulte. Parmi ceux-là se trouvent John de Bereford, propriétaire de la taverne qu'il loue de la ville ; et Richard Forester et Robert Lardiner, qui ont l'habitude de rechercher toute cause de mésentente avec les étudiants et à cette occasion font sonner la cloche de Saint-Martin, l'église de la ville, pour rallier les habitants des lieux. Ces derniers arrivent armés et poursuivent les divers étudiants rencontrés. En une demi-heure la bagarre se transforme en émeute, le combat s'étend au-delà de la taverne jusqu'à la jonction de Carfax.[réf. nécessaire] Le Chancelier de l'Université Humphrey de Cherlton (en), venu tenter de calmer les deux côtés, se fait tirer des flèches et en réchappe à grand' peine ; il se retire de son mieux, ainsi que les étudiants qui obéissent à ses exhortations au calme. Mais les bourgeois les poursuivent encore. Voyant le danger pour l'université, le chancelier fait sonner la cloche de l'église universitaire Sainte-Marie-la-Vierge. Les étudiants s'arment diversement - on trouve de chaque côté gourdins, bâtons, arcs et flèches -[réf. nécessaire] et confrontent le bourgeois jusqu'à la nuit noire. Quand la bataille cesse, personne n'est gravement blessé ou tué - un fait rare dans les émeutes d'Oxford .
Le lendemain matin 11 février, dans le but d'empêcher la récurrence des violences, le chancelier fait proclamer aux étudiants réunis à l'église de Sainte-Marie, et au carrefour de la ville pour les bourgeois, que personne ne doit porter les armes, attaquer qui que ce soit ou troubler la paix. Il est soutenu par le magistrat en chef de la ville.[réf. nécessaire] Cependant dans le même temps, les huissiers de justice de la ville pressent les citadins de se préparer à s'armer au son de la cloche de la ville ; ils paient également des gens dans la campagne environnante pour venir en aide aux citoyens. Sur le soir, environ quatre-vingt citadins, armés d'arcs et d'autres armes, se rendent dans la paroisse de Saint-Gilles (en) dans la partie nord de la ville, où ils trouvent avant peu quelques savants sortant de l'église ; ils chassent ces derniers, certains jusqu'au prieuré des augustins, d'autres en ville. Ils tuent au moins un élève, en blessent mortellement un autre, et blessent gravement plusieurs autres.

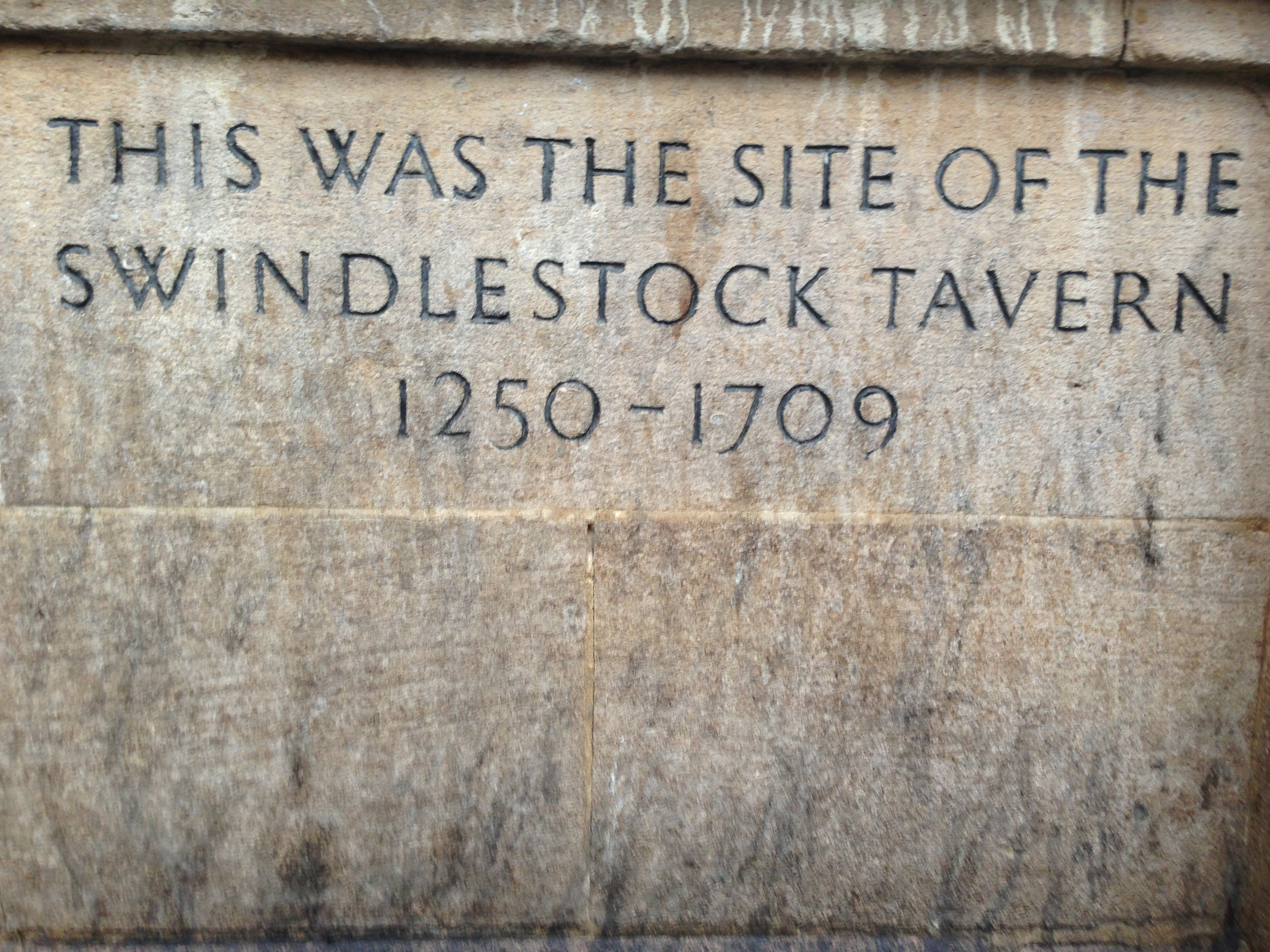
La plaque commémorant le site de la taverne Swindlestock (1250-1709)

Là-dessus, la cloche de la ville est donnée, puis celle de l'université, pour rallier les partisans respectifs. Les étudiants barricadent certaines des portes de la ville, pour empêcher une percée par les campagnards réunis déjà en grand nombre en dehors de la ville. La bataille dure jusqu'après vêpres. C'est alors qu'environ 2 000 campagnards entrent dans la ville par la porte ouest, agitant une bannière noire et criant : « Havoc! Havoc! Smyt fast, give gode knocks! »[réf. nécessaire] or « Slay ! Slay ! Havoc! Havoc! » (Hall affirme qu'à cette occasion le mot « havoc » est introduit dans la langue anglaise). Incapables de résister à une telle multitude les étudiants se replient dans leurs logis et s'y barricadent. La foule les poursuit jusque dans leurs hôtelleries et leurs halls, qui sont pillés et saccagés y compris toute nourriture trouvée. Tous les universitaires trouvés sont tués ou gravement blessés. La violence ne cesse qu'avec la nuit. Une proclamation publique est faite à Oxon, au nom du roi, « qu'aucun homme ne doit blesser les savants ou leurs biens sous peine de confiscation ».
Aux petites heures du matin suivant, Humphrey de Cherlton et d'autres hauts responsables de l'université partent pour Woodstock (environ 15 km) où ils sont convoqués par Édouard III, de passage dans le village. Les universitaires restent à l'abri de leurs logis. Mais la cloche de la ville sonne de nouveau, les bourgeois et campagnards se rassemblent, renouvellent leurs attaques et tueries et y ajoutent des dégradations de cadavres dont certains sont jetés dans les fosses d'aisance ou du fumier ; des chapelains sont scalpés, peut-être - selon Wood - « par mépris du clergé » et de leurs tonsures. Quatorze hôtelleries et halls sont pillés et saccagés ce jour-là, l'attaque durant jusqu'après midi. Les frères font dans la matinée une procession du corps du christ pour tenter de calmer les esprits, mais les quelques universitaires qui s'en approchent pour rechercher une protection sont aussi attaqués. Des tombes de frères sont aussi profanées : leurs croix sont mises à bas.
Le soir du troisième jour, les passions des citadins sont passées. Beaucoup de savants ont fui Oxford et une grande partie de la ville a été incendiée. De nombreuses salles d'étudiants ont été pillées ou vandalisées, à l'exception de celle du Merton College, dont les étudiants sont réputés pour leur tranquillité et dont la salle est en pierre. Il n'y a pas de chiffre connu pour le nombre de citadins tués, mais il pourrait être d'environ 30. Les sources sont en désaccord sur le nombre d'étudiants tués dans les émeutes : Anthony Wood pense que c'est 40 ; d'autres avancent le nombre de 63.[réf. nécessaire]

## Résolution

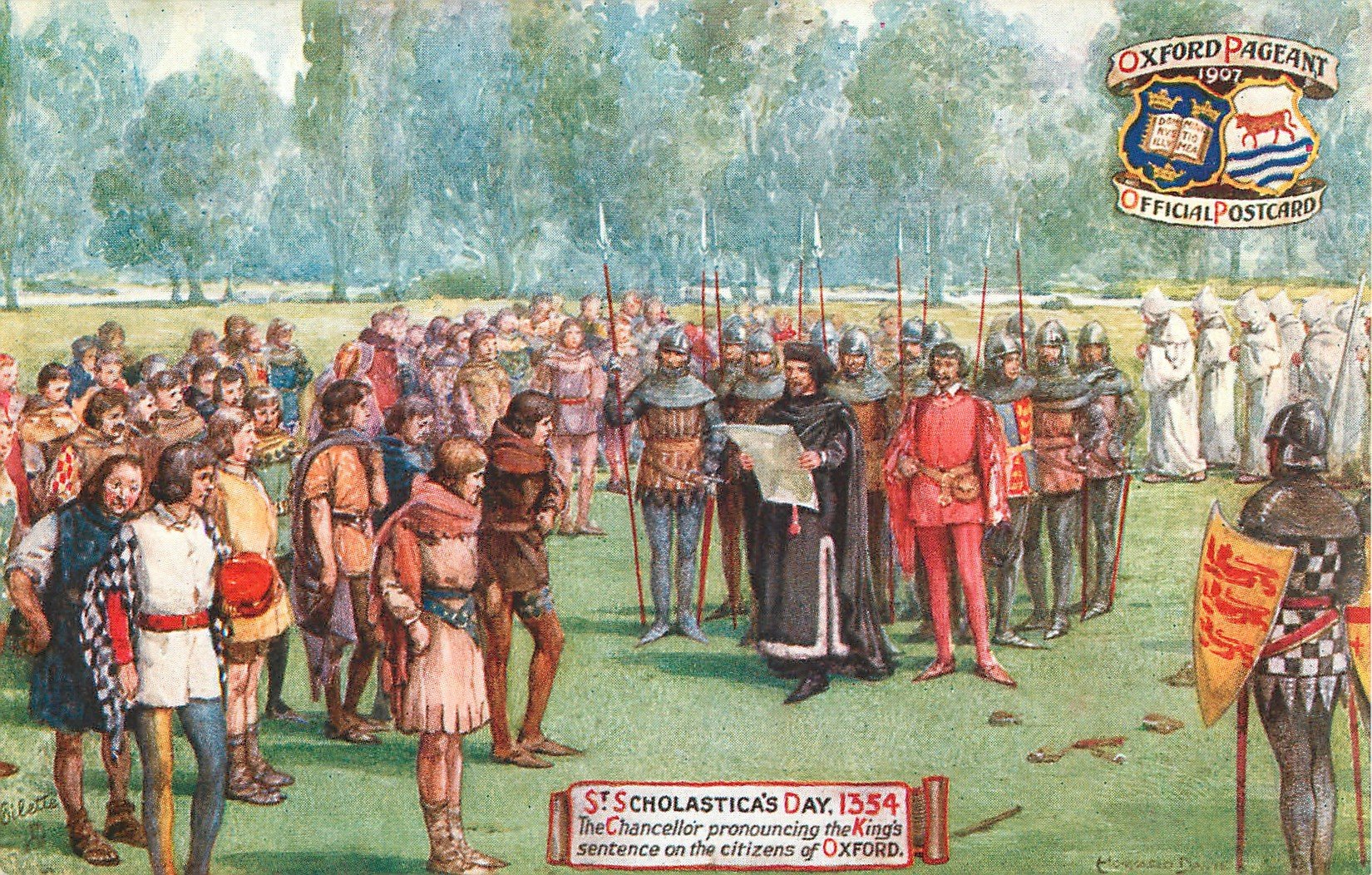
Illustration de la fin à l'émeute de la Saint-Scolastique, carte postale de 1907

Après la fin des émeutes, ceux des régents universitaires restés sur place et les magistrats de la ville se réunissent en privé et rédigent un compte-rendu des événements daté du 16 février. Ils le confient au maître John de Staunton, qui le met entre les mains de l'évêque de Lincoln John Gynwell (en) à Buckden (Huntingdonshire). Gynwell excommunie la ville, privant ses habitants de toute pratique religieuse : services (sauf les jours de fête), enterrements et mariages. Seuls les baptêmes de jeunes enfants sont autorisés.[réf. nécessaire] Cette excommunication est proclamée le 6 mars dans chaque église paroissiale d'Oxon et pendant plusieurs jours ensuite.
Dans le même temps, le roi Édouard III est également avisé. Le 5 mars il émet des lettres à tous les shérifs, maires, huissiers et autres autorités des environs, à charge pour eux de protéger les universitaires et leurs biens. Le lendemain, il ordonne une commission d'enquête (oyer et terminer (en))[réf. nécessaire] composée de Richard de Stafford, Plenry Green, Robert de Thorpe, William de Notton, et Hugh de Sadelingstones ; le 15 mars il accorde à cette commission plus grand pouvoir pour l'enquête.
Quatre jours plus tard, le roi rétablit les droits des érudits et leur accorde la grâce pour toute infraction. Il inflige une amende de 500 marcs à la ville et envoie le maire et les huissiers de justice de la ville à la prison de Marshalsea à Londres.[réf. nécessaire]
La commission retire à Richard de Williamscote sa charge de shérif - il n'a pas agi comme il aurait dû le faire selon les souhaits du chancelier de l'université -, et le remplace par John Laundell. Wood mentionne que d'après John Cay, le maire (John de Bereford) et certains notables de la ville sont pendus pour cet outrage ; mais Wood affirme que le maire, quoique le principal meneur et chef de cette manif, vit encore plusieurs années après, fait certains bienfaits à l'Église, et meurt riche.
Le 27 juin 1355, Edouard III a publié une charte royale qui garantissait les droits de l'université sur ceux de la ville. Le document donnait au chancelier de l'université le droit de taxer le pain et les boissons vendus dans la ville, le droit de doser les poids et mesures utilisés dans le commerce à Oxford et ses environs, les droits relatifs au côté commercial d'Oxford et le droit de réclamer que les habitants maintiennent leurs propriétés en bon état. Les autorités de la ville se voient confier le pouvoir d'intervenir dans des situations juridiques impliquant des citoyens des deux côtés ; toute action impliquant un étudiant ou l'université d'un côté est traitée par l'université.[réf. nécessaire]
Lorsque l'interdit est levé par l'évêque de Lincoln, il impose une pénitence annuelle à la ville. Chaque année, le jour de la Sainte-Scholastique, le maire, les huissiers de justice et soixante habitants doivent se rendre à l'église St Mary pour la messe des personnes tuées ; la ville est également condamnée à payer à l'université une amende d'un sou pour chaque universitaire tué. Par la suite, lorsque chaque nouveau maire ou shérif a prêté serment, il a dû jurer de respecter tous les droits de l'université.[réf. nécessaire]

## Conséquences
Une série de poèmes, « Poèmes relatifs à l'émeute entre ville et robe le jour de la Saint-Scholastique », a été écrite en latin. Selon l'historien Henry Furneaux (en), qui a édité les œuvres au XIXe siècle, elles auraient pu être écrites entre 1356 et 1357 ou au début du XVe siècle.[réf. nécessaire]
La charte n'a pas mis fin au conflit entre la ville d'Oxford et l'université, bien que les émeutes aient cessé. Il y a eu d'autres incidents au cours des siècles suivants, quoiqu'à une échelle beaucoup plus petite que les événements de 1355. Selon Cobban, « l'émeute de la Saint-Scolastique a été […] la dernière des rencontres sanglantes extrêmes » entre la ville et robe ; les griefs ultérieurs ont été réglés devant les tribunaux ou en faisant appel au gouvernement. Pendant le règne de Henry VIII, l'université et les autorités de la ville ont adressé une pétition à Thomas Wolsey pour savoir qui avait compétence sur divers points.[réf. nécessaire]
L'historien C.H. Lawrence observe que la charte « a été le point culminant d'une longue série de privilèges royaux qui ont élevé l'université du statut de résident protégé à celui de puissance dominante de la ville ». Les érudits étaient à l'abri de toute ingérence ou poursuite des autorités civiles et la juridiction du chancelier couvrait à la fois les affaires civiles et religieuses de la ville ; c'était une position unique parmi les universités d'Europe. Le pouvoir de l'université sur les aspects commerciaux de la ville a permis aux collèges d'acquérir une grande partie des quartiers centraux d'Oxford aux dépens des marchands, et la domination de la propriété foncière par l'université, en particulier dans les environs de Carfax, est le résultat de la colonisation à la suite des émeutes. Un corollaire involontaire du pouvoir croissant de l'université était que les autorités affaiblies de la ville n'accueillaient pas de pièces de théâtre jusqu'au XVIe siècle. La situation a été exacerbée par l'absence de cathédrale dans la ville, ce qui signifie qu'aucune pièce religieuse n'a été jouée pour les pèlerins.[réf. nécessaire]
La pénitence annuelle entreprise par le maire s'est poursuivie jusqu'en 1825, date à laquelle le titulaire a refusé de participer et la pratique a été abandonnée. Au moins un maire précédent avait refusé de participer à l'événement annuel : il a été lourdement condamné à une amende et son paiement versé à l'infirmerie de Radcliffe. Dans un acte de conciliation du 10 février 1955, le 600e anniversaire des émeutes, le maire, W.R. Gowers, a reçu un diplôme honorifique ; le vice-chancelier (en), Alic Halford Smith (en), a été nommé homme d'honneur libre de la ville, lors d'une commémoration des événements de 1355.[réf. nécessaire]

## Historiographie
L'historien Alan Cobban observe que les deux histoires contemporains des événements diffèrent dans leur attribution de blâme ; il considère qu'« étant donné que la propagande et l'exagération étaient impliquées dans ces récits, toute la vérité pourrait ne jamais être trouvée ». Il identifie deux sources de documentation principales : Oxford City Documents, Financial and Judicial, 1258–1665, éditées par l'historien Thorold Rogers en 1891 ; et les archives médiévales de l'Université d'Oxford, vol. 1 , éditées par l'historien Rev Herbert Salter en 1920. L'historien Jeremy Catto (en) ajoute Collectanea, édité par Montagu Burrows (en) de la Société historique d'Oxford (en) en 1896.[réf. nécessaire]